# Enterprise Cup
Pour les articles homonymes, voir Entreprise (homonymie).
La Coupe Enterprise (Entreprise Cup) est une compétition de rugby à XV annuelle, se disputant entre différents clubs du Kenya, d'Ouganda et de Tanzanie. La compétition trouve son origine dans les matchs joués par les marins du HMS Enterprise en 1928 dans les différents ports d'Afrique orientale britannique.
Il s'agit de la plus ancienne compétition de rugby à XV en Afrique.

## Historique

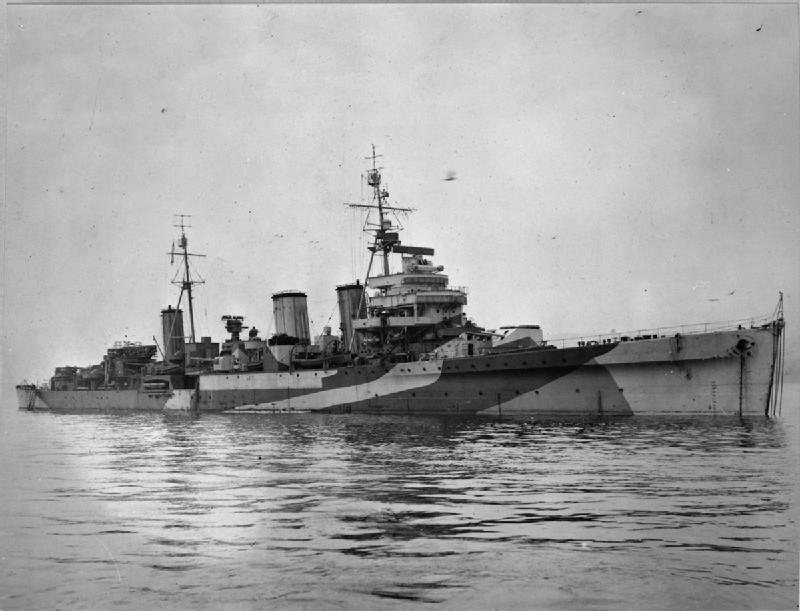
HMS Enterprise

## Format

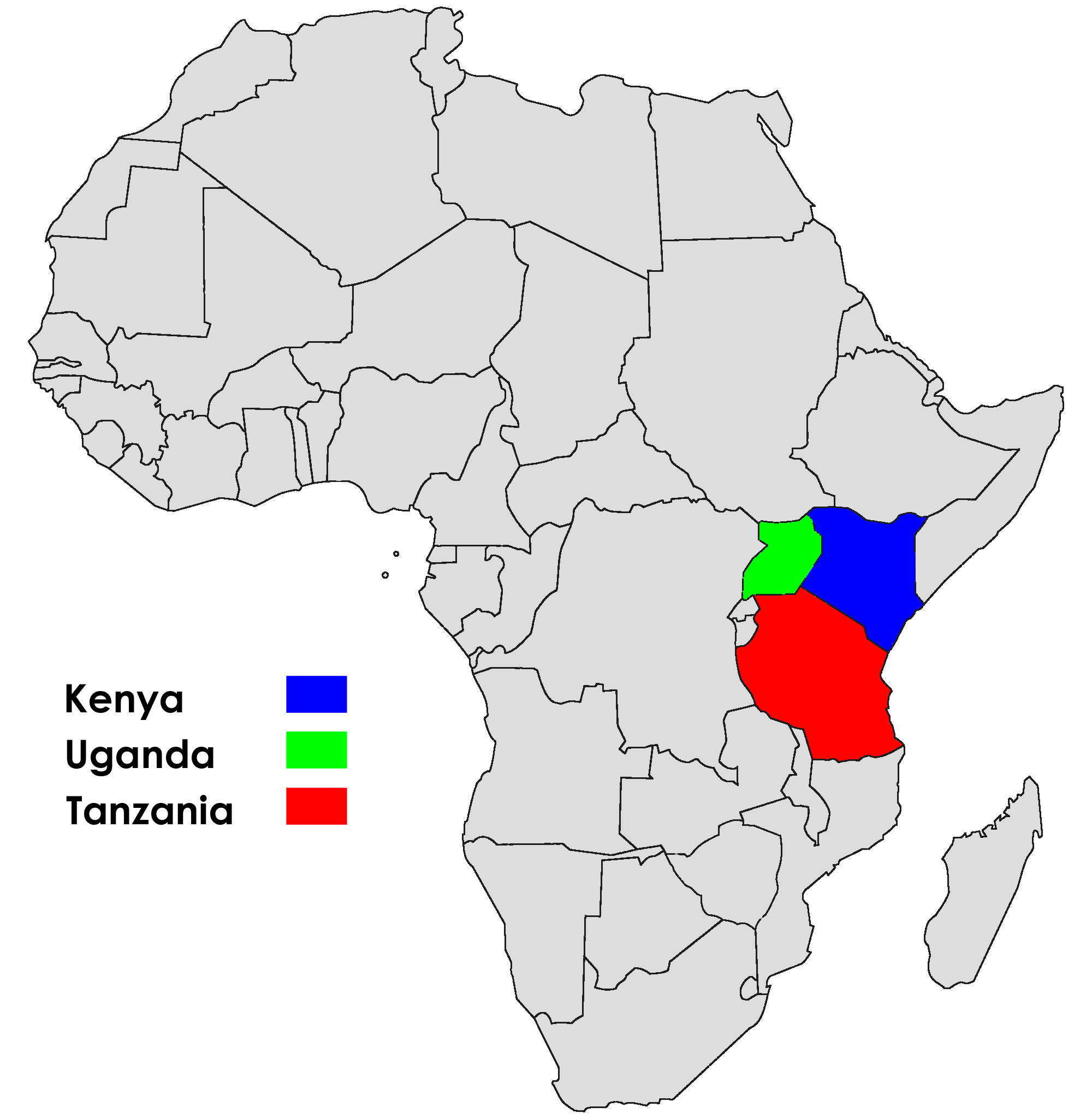
Nations participantes à l'Enterprise Cup.

En 1929 à 1932, les différents distrincts des colonies s'affrontaient. À partir de 1933 jusqu'en 1951 puis de 1954 à 1972 des clubs représentaient chacun des districts. Depuis de 1973, les différents clubs des trois pays représentaient s'affrontent.

## Résultats
| Année | Format                                                                                    | Vainqueur                                                                                 | Score                                                                                     | Finaliste                                                                                 |
| ----- | ----------------------------------------------------------------------------------------- | ----------------------------------------------------------------------------------------- | ----------------------------------------------------------------------------------------- | ----------------------------------------------------------------------------------------- |
| 1930  | Inter-District                                                                            | Nairobi District                                                                          | –                                                                                         |                                                                                           |
| 1931  | Inter-District                                                                            | Nairobi North,[d]                                                                         | –                                                                                         |                                                                                           |
| 1932  | Inter-District                                                                            | West Kenya (Eldoret RFC)                                                                  | –                                                                                         |                                                                                           |
| 1933  |                                                                                           | Eldoret RFC                                                                               | –                                                                                         | Ruiru RFC                                                                                 |
| 1934  |                                                                                           | Eldoret RFC                                                                               | 6-3                                                                                       | Kisumu RFC                                                                                |
| 1935  |                                                                                           | Eldoret RFC                                                                               | 9-0                                                                                       | Arusha RFC                                                                                |
| 1936  |                                                                                           | Eldoret RFC                                                                               | 14-5                                                                                      | Dar-es-Salaam                                                                             |
| 1937  |                                                                                           | Nondescripts RFC                                                                          | 11–4                                                                                      | Eldoret RFC                                                                               |
| 1938  |                                                                                           | Nondescripts RFC                                                                          | 19–9                                                                                      | Eldoret RFC                                                                               |
| 1939  |                                                                                           | Eldoret RFC                                                                               | –                                                                                         | Nondescripts RFC                                                                          |
| 1940  | Suspendue à cause de la Seconde Guerre mondiale                                           | Suspendue à cause de la Seconde Guerre mondiale                                           | Suspendue à cause de la Seconde Guerre mondiale                                           | Suspendue à cause de la Seconde Guerre mondiale                                           |
| 1941  | Suspendue à cause de la Seconde Guerre mondiale                                           | Suspendue à cause de la Seconde Guerre mondiale                                           | Suspendue à cause de la Seconde Guerre mondiale                                           | Suspendue à cause de la Seconde Guerre mondiale                                           |
| 1942  | Suspendue à cause de la Seconde Guerre mondiale                                           | Suspendue à cause de la Seconde Guerre mondiale                                           | Suspendue à cause de la Seconde Guerre mondiale                                           | Suspendue à cause de la Seconde Guerre mondiale                                           |
| 1943  | Suspendue à cause de la Seconde Guerre mondiale                                           | Suspendue à cause de la Seconde Guerre mondiale                                           | Suspendue à cause de la Seconde Guerre mondiale                                           | Suspendue à cause de la Seconde Guerre mondiale                                           |
| 1944  | Suspendue à cause de la Seconde Guerre mondiale                                           | Suspendue à cause de la Seconde Guerre mondiale                                           | Suspendue à cause de la Seconde Guerre mondiale                                           | Suspendue à cause de la Seconde Guerre mondiale                                           |
| 1945  | Suspendue à cause de la Seconde Guerre mondiale                                           | Suspendue à cause de la Seconde Guerre mondiale                                           | Suspendue à cause de la Seconde Guerre mondiale                                           | Suspendue à cause de la Seconde Guerre mondiale                                           |
| 1946  | Suspendue à cause de la Seconde Guerre mondiale                                           | Suspendue à cause de la Seconde Guerre mondiale                                           | Suspendue à cause de la Seconde Guerre mondiale                                           | Suspendue à cause de la Seconde Guerre mondiale                                           |
| 1947  |                                                                                           | Eldoret RFC                                                                               | 12–5                                                                                      | Nondescripts RFC                                                                          |
| 1948  |                                                                                           | Nakuru RFC                                                                                | –                                                                                         |                                                                                           |
| 1949  |                                                                                           | Nondescripts RFC                                                                          | –                                                                                         | Eldoret RFC                                                                               |
| 1950  |                                                                                           | Nondescripts RFC                                                                          | –                                                                                         |                                                                                           |
| 1951  |                                                                                           | Nondescripts RFC                                                                          | –                                                                                         |                                                                                           |
| 1952  | Inter-District                                                                            | Coast Province                                                                            | –                                                                                         |                                                                                           |
| 1953  | Inter-District                                                                            | West Kenya                                                                                | –                                                                                         |                                                                                           |
| 1954  |                                                                                           | Nondescripts RFC                                                                          | 13–6                                                                                      | Eldoret RFC                                                                               |
| 1955  |                                                                                           | Kenya Harlequin F.C.                                                                      | –                                                                                         | Nondescripts RFC                                                                          |
| 1956  |                                                                                           | Kampala RFC                                                                               | 14–3                                                                                      | Kenya Harlequin F.C.                                                                      |
| 1957  |                                                                                           | Kenya Harlequin F.C.                                                                      | –                                                                                         | Kitale RFC                                                                                |
| 1958  |                                                                                           | Nakuru RFC                                                                                | –                                                                                         | Kenya Police RFC                                                                          |
| 1959  |                                                                                           | Kenya Police RFC                                                                          | –                                                                                         |                                                                                           |
| 1960  |                                                                                           | Nakuru RFC                                                                                | –                                                                                         |                                                                                           |
| 1961  |                                                                                           | Impala RFC                                                                                | 8–6                                                                                       | Nakuru RFC                                                                                |
| 1962  |                                                                                           | Nakuru RFC                                                                                | 11–3                                                                                      | Nondescripts RFC                                                                          |
| 1963  |                                                                                           | Nakuru RFC                                                                                | 17–9                                                                                      | Impala RFC                                                                                |
| 1964  |                                                                                           | Kenya Harlequin F.C.                                                                      | –                                                                                         |                                                                                           |
| 1965  |                                                                                           | Impala RFC                                                                                | 16–14                                                                                     | Kampala RFC                                                                               |
| 1966  |                                                                                           | Nondescripts RFC                                                                          | –                                                                                         |                                                                                           |
| 1967  |                                                                                           | Kitale RFC                                                                                | –                                                                                         |                                                                                           |
| 1968  |                                                                                           | Kampala RFC                                                                               | –                                                                                         |                                                                                           |
| 1969  |                                                                                           | Kampala RFC                                                                               | –                                                                                         | Kenya Harlequin F.C.                                                                      |
| 1970  |                                                                                           | Kampala RFC                                                                               | –                                                                                         |                                                                                           |
| 1971  |                                                                                           | Impala RFC                                                                                | 11–9                                                                                      | Nondescripts RFC                                                                          |
| 1972  |                                                                                           | Impala RFC                                                                                | –                                                                                         |                                                                                           |
| 1973  | Tournoi à élimination directe                                                             | Impala RFC                                                                                | –                                                                                         | Nondescripts RFC                                                                          |
| 1974  | Tournoi à élimination directe                                                             | Impala RFC                                                                                | 50–15                                                                                     | Kenya Harlequin F.C.                                                                      |
| 1975  | Tournoi à élimination directe                                                             | Nondescripts RFC                                                                          | –                                                                                         | Impala RFC                                                                                |
| 1976  | Tournoi à élimination directe                                                             | Nondescripts RFC                                                                          | –                                                                                         |                                                                                           |
| 1977  | Tournoi à élimination directe                                                             | Nondescripts RFC                                                                          | –                                                                                         |                                                                                           |
| 1978  | Tournoi à élimination directe                                                             | Nondescripts RFC                                                                          | –                                                                                         |                                                                                           |
| 1979  | Tournoi à élimination directe                                                             | Nondescripts RFC                                                                          | –                                                                                         |                                                                                           |
| 1980  | Tournoi à élimination directe                                                             | Nondescripts RFC                                                                          | 26–8                                                                                      | Mwamba RFC                                                                                |
| 1981  | Tournoi à élimination directe                                                             | Nondescripts RFC                                                                          | 12–0                                                                                      | Mwamba RFC                                                                                |
| 1982  | Tournoi à élimination directe                                                             | Nondescripts RFC                                                                          | –                                                                                         |                                                                                           |
| 1983  | Tournoi à élimination directe                                                             | Nondescripts RFC                                                                          | –                                                                                         |                                                                                           |
| 1984  | Tournoi à élimination directe                                                             | Nondescripts RFC                                                                          | –                                                                                         |                                                                                           |
| 1985  | Tournoi à élimination directe                                                             | Mwamba RFC                                                                                | 9–6                                                                                       | Barclays RFC                                                                              |
| 1986  | Tournoi à élimination directe                                                             | Mwamba RFC                                                                                | –                                                                                         |                                                                                           |
| 1987  | Pas de compétition en raison des Jeux africains de 1987                                   | Pas de compétition en raison des Jeux africains de 1987                                   | Pas de compétition en raison des Jeux africains de 1987                                   | Pas de compétition en raison des Jeux africains de 1987                                   |
| 1988  | Tournoi à élimination directe                                                             | Kenya Harlequin F.C.                                                                      | –                                                                                         | Mwamba RFC                                                                                |
| 1989  | Tournoi à élimination directe                                                             | Nondescripts RFC                                                                          | –                                                                                         |                                                                                           |
| 1990  | Tournoi à élimination directe                                                             | Nondescripts RFC                                                                          | 15–8                                                                                      | Barclays Bank RFC                                                                         |
| 1991  | Tournoi à élimination directe                                                             | Nondescripts RFC                                                                          | –                                                                                         | Mwamba RFC                                                                                |
| 1992  | Tournoi à élimination directe                                                             | Nondescripts RFC                                                                          | –                                                                                         | Mean Machine RFC                                                                          |
| 1993  | Tournoi à élimination directe                                                             | Nondescripts RFC                                                                          | –                                                                                         |                                                                                           |
| 1994  | Tournoi à élimination directe                                                             | Nondescripts RFC                                                                          | –                                                                                         |                                                                                           |
| 1995  | Tournoi à élimination directe                                                             | Kenya Harlequin F.C.                                                                      | –                                                                                         |                                                                                           |
| 1996  | Tournoi à élimination directe                                                             | Kenya Harlequin F.C. Nondescripts RFC                                                     | 12–12                                                                                     |                                                                                           |
| 1997  | Tournoi à élimination directe                                                             | Mombasa Sports Club                                                                       | –                                                                                         | Nondescripts RFC                                                                          |
| 1998  | Tournoi à élimination directe                                                             | Nondescripts RFC                                                                          | –                                                                                         |                                                                                           |
| 1999  | Tournoi à élimination directe                                                             | Kenya Harlequin F.C.                                                                      | –                                                                                         | Mean Machine RFC (University of Nairobi)                                                  |
| 2000  | Tournoi à élimination directe                                                             | Impala RFC                                                                                | –                                                                                         | Nondescripts RFC                                                                          |
| 2001  | Tournoi à élimination directe                                                             | Impala RFC                                                                                | –                                                                                         |                                                                                           |
| 2002  | Tournoi à élimination directe                                                             | Impala RFC                                                                                | –                                                                                         |                                                                                           |
| 2003  | Tournoi à élimination directe                                                             | Kenya Harlequin F.C. Impala RFC                                                           | 16–16                                                                                     |                                                                                           |
| 2004  | Tournoi à élimination directe                                                             | Kenya Commercial Bank RFC                                                                 | 33–5                                                                                      | Impala RFC                                                                                |
| 2005  | Tournoi à élimination directe                                                             | Impala RFC                                                                                | 24–19                                                                                     | Mwamba RFC                                                                                |
| 2006  | Tournoi à élimination directe                                                             | Mwamba RFC                                                                                | 19–17                                                                                     | Kenya Harlequin F.C.                                                                      |
| 2007  | Tournoi à élimination directe                                                             | Kenya Commercial Bank RFC                                                                 | 28–16                                                                                     | Mean Machine RFC                                                                          |
| 2008  | Tournoi à élimination directe                                                             | Nakuru RFC                                                                                | 34–24                                                                                     | Mwamba RFC                                                                                |
| 2009  | Tournoi à élimination directe                                                             | Kenya Harlequin F.C.                                                                      | 19–6                                                                                      | Impala RFC,                                                                               |
| 2010  | Pas de compétition en raison de la restructuration du calendrier de la Fédération kényane | Pas de compétition en raison de la restructuration du calendrier de la Fédération kényane | Pas de compétition en raison de la restructuration du calendrier de la Fédération kényane | Pas de compétition en raison de la restructuration du calendrier de la Fédération kényane |
| 2011  | Tournoi à élimination directe                                                             | Kenya Harlequin F.C.                                                                      | 10–3                                                                                      | Impala RFC                                                                                |
| 2012  | Tournoi à élimination directe                                                             | Kenya Commercial Bank RFC                                                                 | [f]                                                                                       |                                                                                           |
| 2013  | Tournoi à élimination directe                                                             | Mwamba RFC                                                                                | 15–10                                                                                     | Nakuru RFC                                                                                |
| 2014  | Tournoi à élimination directe                                                             | Nakuru RFC                                                                                | 18–13                                                                                     | Kenya Commercial Bank RFC                                                                 |
| 2015  | Tournoi à élimination directe                                                             | Kenya Commercial Bank RFC                                                                 | 28–0                                                                                      | Homeboyz RFC                                                                              |
| 2016  | Tournoi à élimination directe                                                             |                                                                                           | –                                                                                         |                                                                                           |